# Židovský hřbitov v Ledči nad Sázavou
Židovský hřbitov leží na jihozápad od města Ledeč nad Sázavou v areálu městského hřbitova a přístupný je po cestě vedoucí z ulice Hrnčíře. Je chráněn jako kulturní památka České republiky.
Byl založen roku 1601 a patří mezi nejstarší v Čechách. Pochováno je tu na tisíc občanů židovského vyznání. Na hřbitově byli pohřbíváni nejen židé z města, ale i z okolních vesnic. V roce 1942 zdejší židovská obec zanikla a od té doby se tu již nepohřbívá. 
Areál hřbitova se rozkládá na ploše 1765 m2. Nachází se tu cca 200 náhrobních kamenů, převážně barokních, nejstarší je z roku 1679. Stojí tu také tumba z roku 1799 a dva pomníky. Při jižní kamenné zdi je opravená průchozí márnice.
V obci se také nachází synagoga.

## Galerie

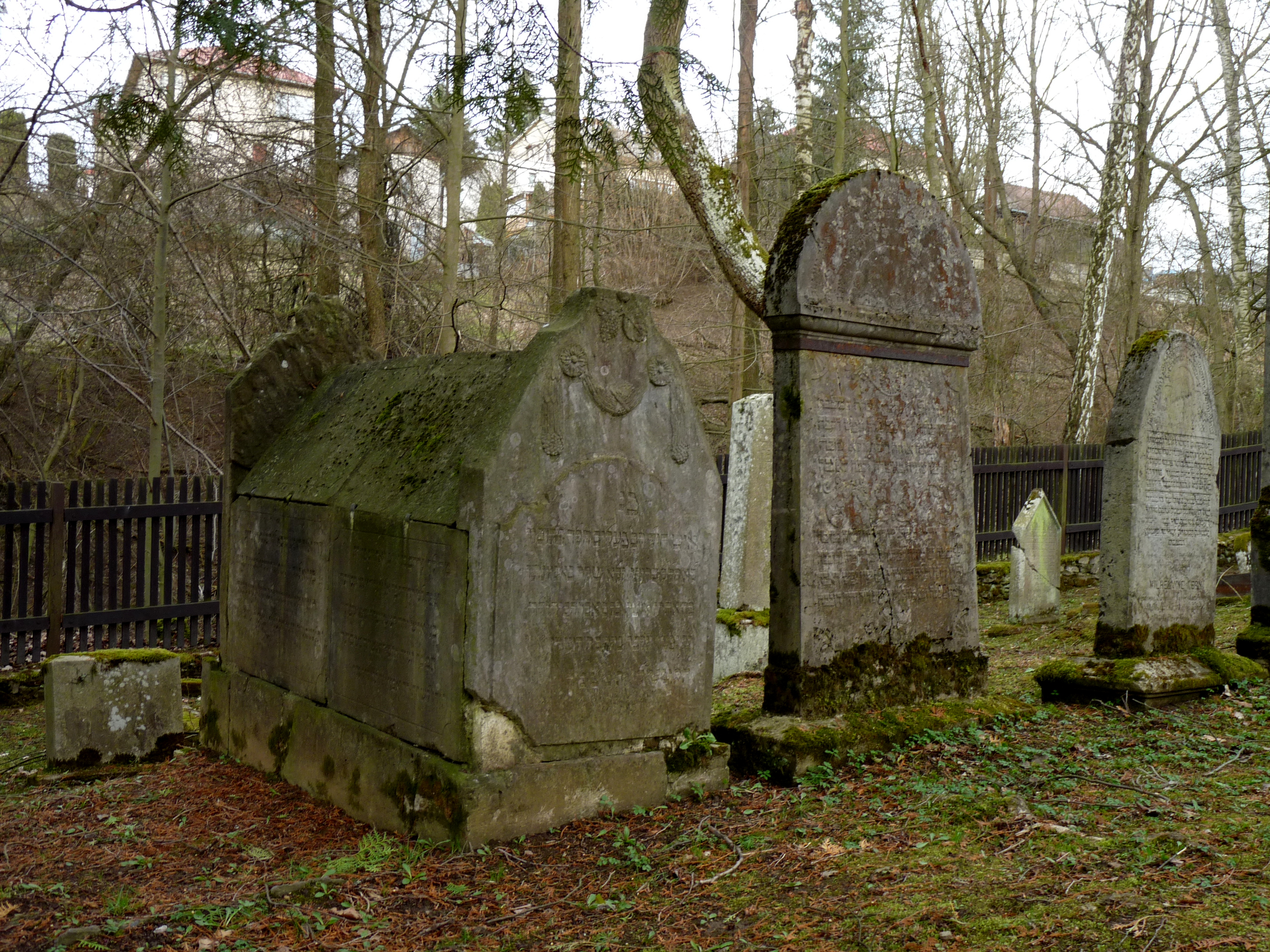
Tumba a náhrobky
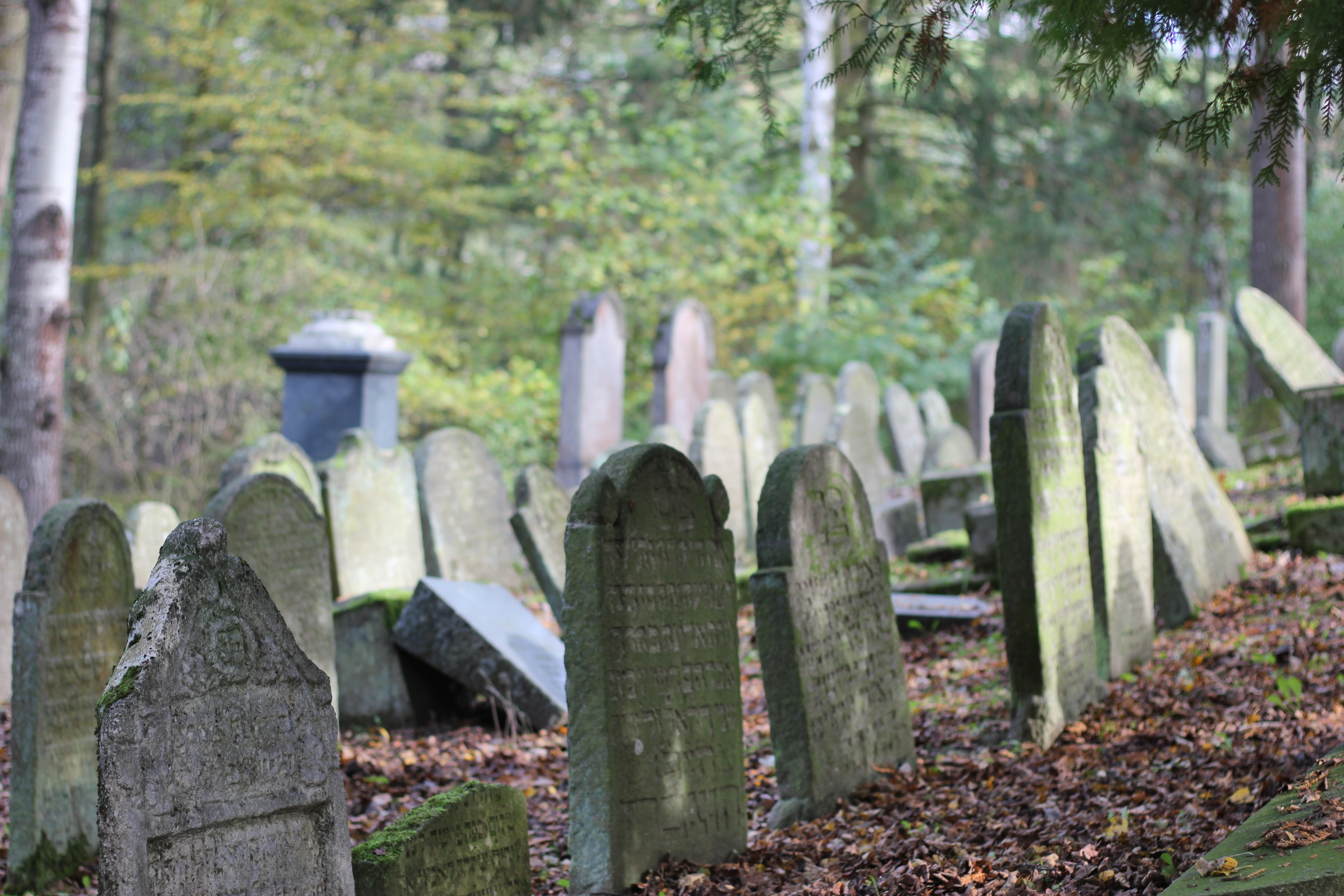
Náhrobky
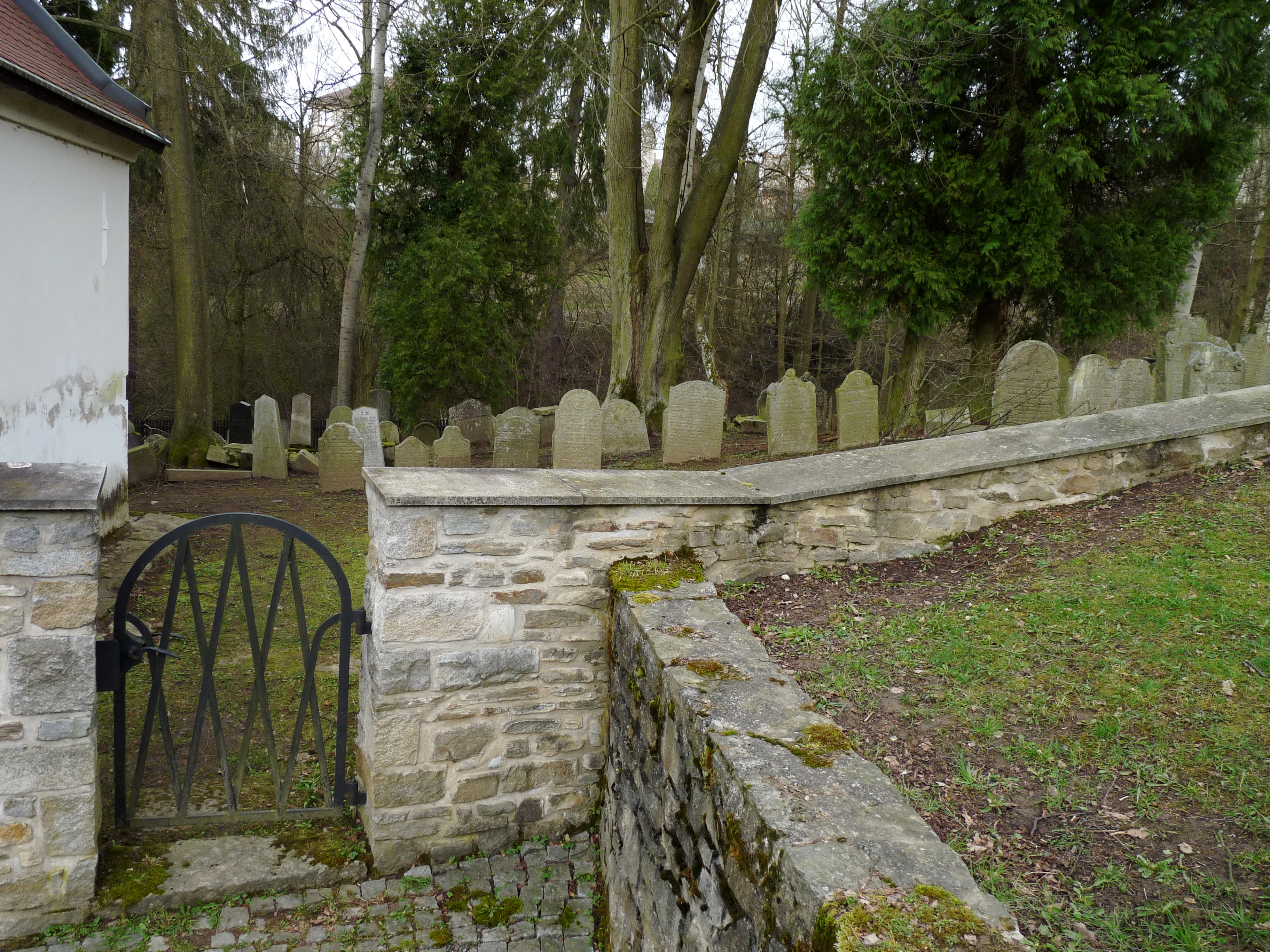
Pohled přes bránu
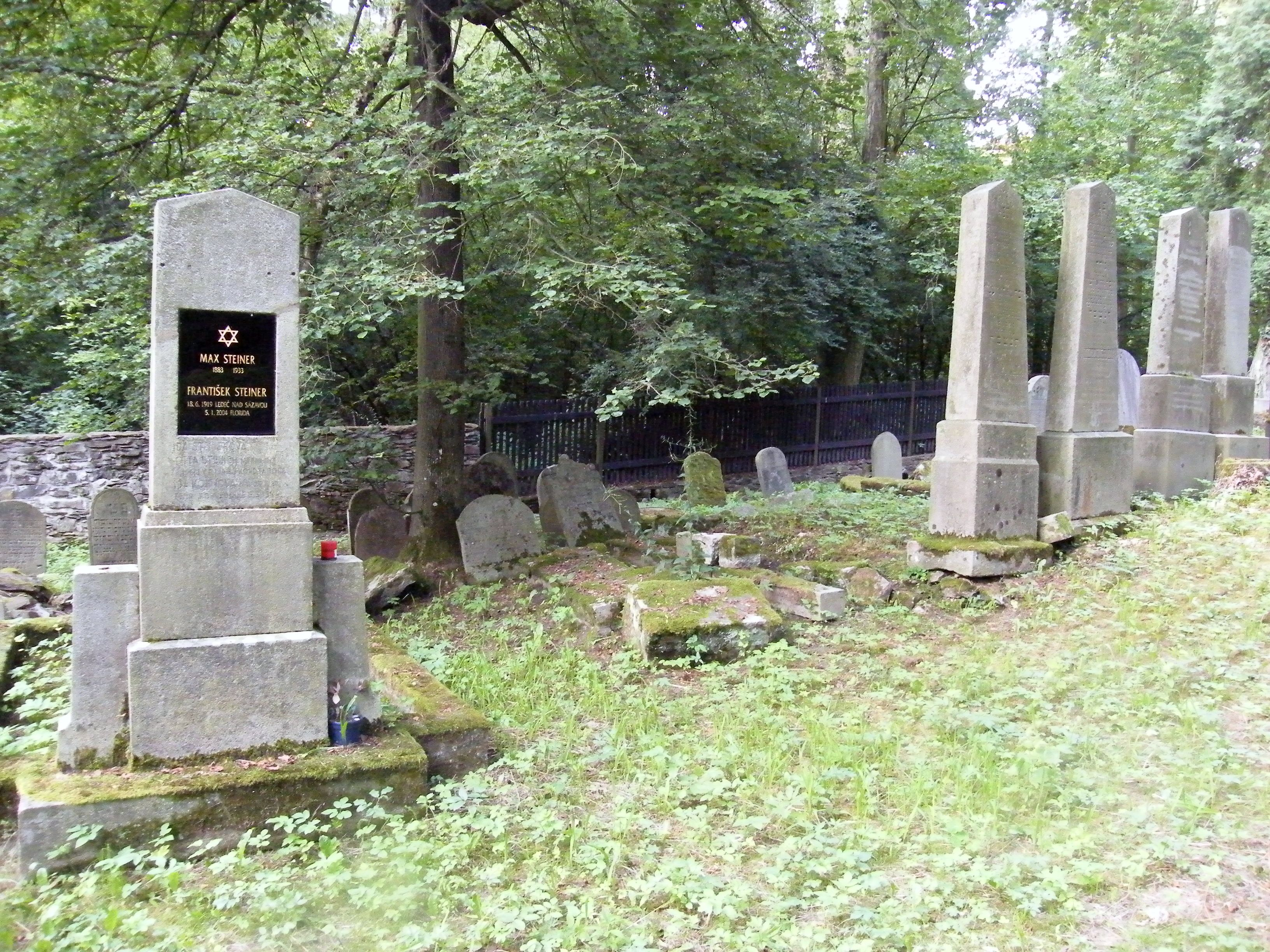
Novější a staré náhrobky
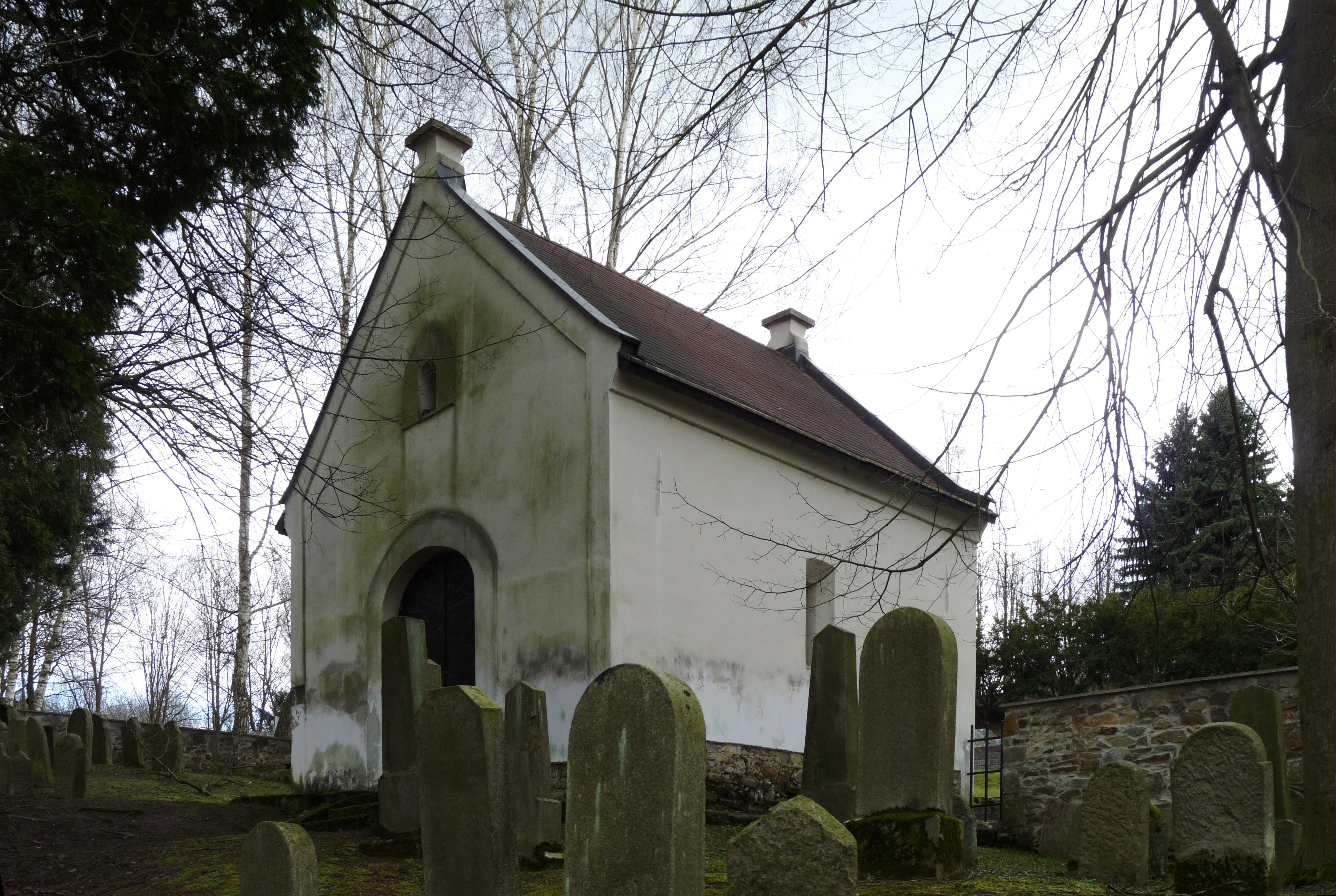
Márnice
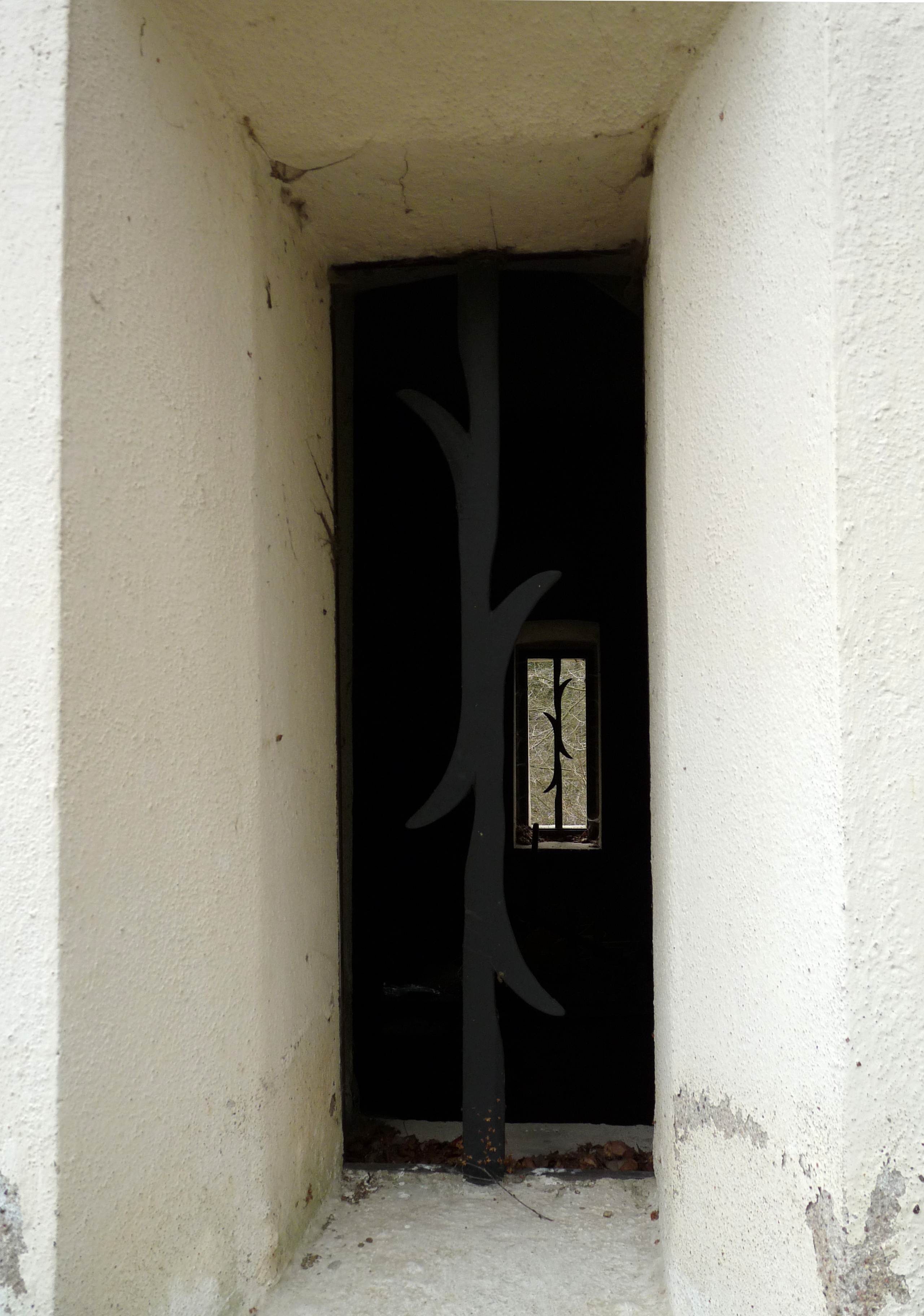
Okno márnice